# Pariana
Pariana és un gènere de plantes de la família de les poàcies, ordre de les poals, subclasse de les commelínides, classe de les liliòpsides, divisió dels magnoliofitins.

## Taxonomia
- Pariana gleasonii Hitchc.
- Pariana obtusa Swallen
- Pariana pallida Swallen
- Pariana stenolemma Tutin
- Pariana trichosticha Tutin
- Pariana velutina Swallen
- Pariana violescens Swallen